# L’Hôpital-d’Orion
L’Hôpital-d’Orion – miejscowość i gmina we Francji, w regionie Nowa Akwitania, w departamencie Pireneje Atlantyckie.
Według danych na rok 1990 gminę zamieszkiwało 127 osób, a gęstość zaludnienia wynosiła 15 osób/km² (wśród 2290 gmin Akwitanii L’Hôpital-d’Orion plasuje się na 1049. miejscu pod względem liczby ludności, natomiast pod względem powierzchni na miejscu 1172.).